# 特伟

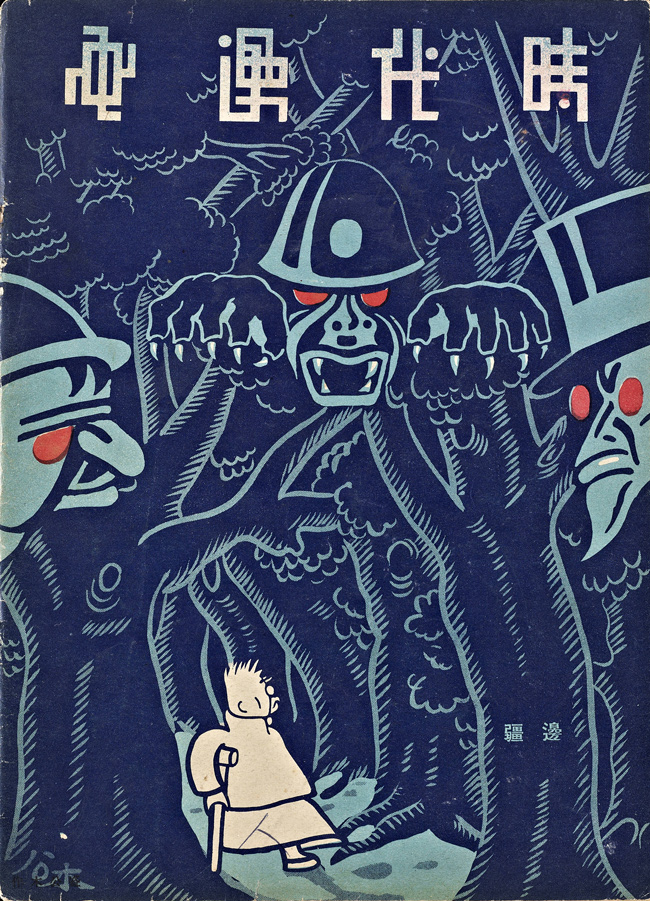
特伟1930年代为《时代漫画》封面所作漫画《边疆》

特伟（1915年—2010年2月4日），本名盛松，男，广东中山人，中国漫画家。

## 生平
特伟从1935年起在上海从事漫画创作。首创水墨动画技术。1937年后参与组织抗日漫画宣传队，曾创办和编辑《战斗画报》、《漫画战线》等画刊。

## 家庭
侄子是中国作曲家、歌唱家盛家伦。

## 作品
《小蝌蚪找妈妈》
《好朋友》
《骄傲的将军》
《牧笛》（1963年）
《山水情》